# Championnats panaméricains de boxe amateur
Les championnats panaméricains de boxe amateur sont organisés par l'AIBA (Association Internationale de Boxe Amateur) depuis 1990.

## Éditions

### Hommes
| Édition | Année | Ville hôte               | Champion               |
| ------- | ----- | ------------------------ | ---------------------- |
| 1       | 1990  | Barquisimeto, Venezuela  |                        |
| 2       | 1993  | Salinas, Porto Rico      |                        |
| 3       | 1994  | Buenos Aires, Argentine  | Cuba                   |
| 4       | 1997  | Medellin, Colombie       | Cuba                   |
| 5       | 2001  | San Juan, Porto Rico     | République dominicaine |
| 6       | 2005  | Teresópolis, Brésil      | Cuba                   |
| 7       | 2008  | Cuenca, Équateur         | Cuba                   |
| 8       | 2009  | Mexico, Mexique          | Cuba                   |
| 9       | 2010  | Quito, Équateur          | République dominicaine |
| 10      | 2013  | Santiago du Chili, Chili | Brésil                 |
| 11      | 2015  | Vargas, Venezuela        | Cuba                   |

### Femmes
| Édition | Année | Ville hôte                        | Champion   |
| ------- | ----- | --------------------------------- | ---------- |
| 1       | 2001  | Scranton, États-Unis              | États-Unis |
| 2       | 2005  | Buenos Aires, Argentine           | Canada     |
| 3       | 2006  | Buenos Aires, Argentine           | États-Unis |
| 4       | 2007  | Durán, Équateur                   | Canada     |
| 5       | 2008  | Port-d'Espagne, Trinité-et-Tobago | États-Unis |
| 6       | 2009  | Guayaquil, Équateur               | Brésil     |
| 7       | 2010  | Brasilia, Brésil                  | Brésil     |
| 8       | 2012  | Cornwall, Canada                  | États-Unis |
| 9       | 2013  | Puerto La Cruz, Venezuela         | États-Unis |
| 10      | 2014  | Guadalajara, Mexique              | États-Unis |
| 11      | 2016  | Santa Cruz de la Sierra, Bolivie  | Argentine  |
| 12      | 2018  | Vargas, Venezuela                 | Venezuela  |

### Combinés
| Édition | Année | Ville hôte            | Champion |
| ------- | ----- | --------------------- | -------- |
| 12      | 2017  | Tegucigalpa, Honduras | Cuba     |
| 13      | 2022  | Guayaquil, Équateur   | Brésil   |
| 14      | 2023  | Cali, Colombie        | Canada   |